# Fondo Ronald Fraser de historia oral
El fondo del historiador inglés Ronald Fraser, que pertenece al Archivo Histórico de la Ciudad de Barcelona, es una recopilación de trescientos testimonios reunidos entre los años 1973 y 1975 sobre la guerra civil española. Se encuentra en la sede de esta institución, llamada Casa del Arcediano situada en la calle de Santa Llúcia de Barcelona.
Los testimonios orales recogidos por Ronald Fraser dieron como resultado una obra clásica dentro de la historiografía de la Guerra Civil y dentro de la historia oral: Recuérdalo tu y recuérdalo a otros. Historia oral de la guerra civil española, (publicada en 1979), que se tituló Blood of Spain: An oral History of the Spanish Civil War en su versión inglesa.
Este es un trabajo pionero en la utilización de esta metodología, que concibe la historia oral como un intento de revelar el ambiente y las motivaciones de sus protagonistas. A la vez, trata de hacer historia de la gente corriente, historia vista desde la base, historia oral como expresión de las experiencias de personas que normalmente quedan fuera de la historia.
Ronald Fraser nos dice en el prefacio que el libro no pretende ser una historia general de la Segunda República y la Guerra Civil, sino que el propósito de su obra es destacar un aspecto que había quedado inédito en los otros estudios sobre la Guerra Civil: el aspecto subjectivo.
Una de las limitaciones de la obra según el autor es que en el marco territorial no se recogen testimonios de todo el Estado, sino de cinco territorios: del bando republicano escogió Cataluña y el Bajo Aragón, Madrid y Castilla la Nueva, el País Vasco y Asturias. De la zona franquista, se centró en parte de Andalucía, Castilla la Vieja y Navarra. Por tanto, quedan excluidas de su estudio dos zonas: Galicia en el bando rebelde y Valencia en la retaguardia republicana.
Desde el punto de vista de la metodología, cabe destacar, además de la utilización de la técnica de la historia oral, la entrevista como principal fuente en una investigación histórica, y el rigor con que se aplican criterios metodológicos e interpretativos. Esto hace del libro una muestra de como ha de realizarse un estudio de historia oral.

## Contenido
El fondo Ronald Fraser, que fue donado por el hispanista inglés al Archivo Histórico de la Ciudad de Barcelona el año 1983, consta de 270 testimonios grabados y 30 sin grabar, está totalmente transcrito y digitalizado, y es uno de los más consultados del ámbito de Fondos Orales del Archivo.
Para la confección del libro el autor solo utilizó un diez por ciento del material recogido; por tanto, el fondo constituye una fuente importante para el estudio de este periodo.  Las condiciones de acceso son las del propio Archivo, y se hacen en este caso después de una petición previa para su consulta.
En el Catálogo de este fondo, que se puede consultar en la web del Archivo Histórico de la Ciudad de Barcelona, se presentan todos los testimonios ordenados alfabéticamente, y en registro individual. Cada registro incluye datos básicos para la identificación del documento (nombre o pseudónimo del testimonio, fecha y lugar de nacimiento, fecha y duración de la grabación, localización, transcripción del documento y condiciones de acceso al documento), datos que sitúan la entrevista en el contexto histórico y social (la pertenencia a un movimiento social o político, los topónimos relacionados con el documento, la profesión del testimonio y las materias que se desprenden de la narración) y finalmente un breve resumen del contenido, con un pequeño listado de bibliografía consultada para cada testimonio. El Catálogo se complementa con un índice onomástico de los testimonios indicando el tema del documento.